# Hilfspolizei in Dänemark

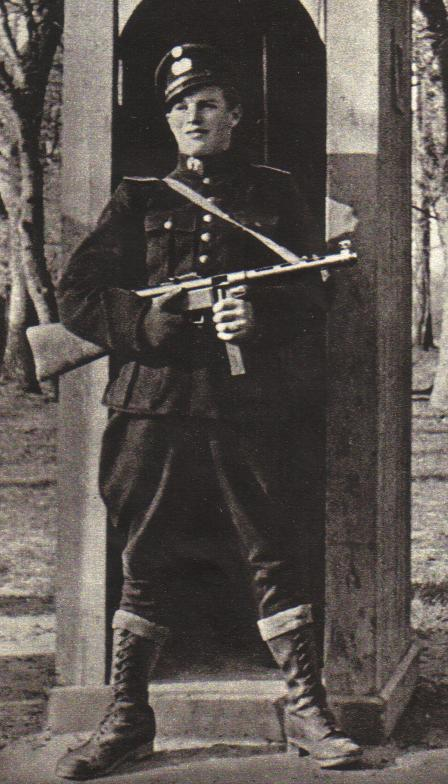
Bewaffneter dänischer Hilfspolizist in HIPO-Uniform

Die Hilfspolizei in Dänemark (kurz: HIPO) war eine am 19. September 1944 nach der Aktion Möwe und der Deportation dänischer Polizisten aus dem Nachrichtendienst des Schalburg-Korps hervorgegangene dänische Polizeieinheit, die hauptsächlich zur Unterstützung der Gestapo bei der Bekämpfung des dänischen Widerstandes eingesetzt wurde.

## Geschichte
Da die dänische Polizei nach deutscher Ansicht nicht hart genug gegen den dänischen Widerstand vorging und Hitler befürchtete, dass deren Mitglieder – wie bei der Pariser Polizei geschehen – mehrheitlich die Fronten wechseln könnten, wurde diese im Rahmen der militärischen Aktion Möwe am 19. September 1944 aufgelöst. Zeitgleich wurde aus dem Nachrichtendienst des Schalburg-Korps die HIPO mit ihrem Leiter Eric Victor Petersen gebildet. Das Hauptquartier wurde im vormaligen Polizeipräsidium bezogen und die Ausrüstung der aufgelösten dänischen Polizei verwendet. Die Personalstärke stieg bis zum März 1945 auf 700 Personen an, deren Aktivitäten sich im Wesentlichen auf Kopenhagen und Nordseeland erstreckten.
Die Abteilung 9c – bekannt als Lorenzen-Gruppe – führte von Dezember 1944 bis zur deutschen Kapitulation im Mai 1945 Morde und Anschläge im Zuge des deutschen Gegenterrors aus. Am 5. Mai 1945 versteckten sich bewaffnete Mitglieder der Gruppe in einem Sommerhaus bei Asserbo, dort wurden sie unter Einsatz des von den dänischen Widerstandskämpfern gefertigten Panzerwagens V3 niedergekämpft und verhaftet.
Nach dem Kriegsende wurde etwa ein Dutzend der HIPO-Polizisten im Zuge strafrechtlicher Verfolgungen wegen Kollaboration und individuell begangener Straftaten hingerichtet.